# Brachythemis leucosticta
Brachythemis leucosticta é uma espécie de libelinha da família Libellulidae.
Pode ser encontrada nos seguintes países: Argélia, Angola, Botswana, Burkina Faso, Chade, República Democrática do Congo, Costa do Marfim, Egipto, Etiópia, Gâmbia, Gana, Guiné, Guiné-Bissau, Quénia, Madagáscar, Malawi, Mali, Mauritânia, Marrocos, Moçambique, Namíbia, Níger, Nigéria, Senegal, Somália, África do Sul, Sudão, Tanzânia, Togo, Uganda, Zâmbia, Zimbabwe e possivelmente em Burundi.
Os seus habitats naturais são: rios, rios intermitentes, pântanos, lagos de água doce, lagos intermitentes de água doce, marismas de água doce e marismas intermitentes de água doce.